# Pseudotorymus stachidis
Pseudotorymus stachidis är en stekelart som först beskrevs av Mayr 1874.  Pseudotorymus stachidis ingår i släktet Pseudotorymus och familjen gallglanssteklar. Arten är reproducerande i Sverige. Inga underarter finns listade i Catalogue of Life.